# 신치용
신치용(申致容, 1955년 10월 11일 (음력 8월 26일) ~ )은 대한민국의 前 배구 선수이자 前 지도자다. 1995년부터 2015년까지 대전 삼성 블루팡스의 창단 감독을 맡아 대한민국 배구계를 들었다 놓았다 했다. 감독 재임 동안 슈퍼리그 8회 우승, V-리그 8회 우승, 3회 준우승을 기록하였다.
성균관대학교를 졸업하고 한국전력 배구단에서 선수 생활을 했으나 뚜렷한 활약 없이 선수 생활을 마치고 한국전력공사의 직원으로 가는 듯했지만, 양인택 당시 한국전력 감독의 권유로 한국전력 배구단의 코치를 맡아 지도자의 길로 들어섰다. 이후 청소년 배구 국가대표팀의 코치를 지내기도 했으며, 청소년대표팀에서 알게 된 임도헌과 인연을 맺어 2006년에 삼성화재의 코치로 부르기도 했다. 1995년 삼성화재 배구단의 창단 감독으로 부임하여 2015년 5월 18일까지 재임했으며, 1999년부터 2002년까지 국가대표팀 감독을 맡았다. 前 국가대표 농구 선수 전미애의 남편이고, 장녀는 신혜림, 둘째 딸은 전 농구 선수 신혜인이며, 사위는 배구 선수 박철우다.
2014-2015 시즌 정규 리그 우승을 차지했으나, 안산 OK저축은행 러시앤캐시에게 3패를 당한 후 2015년 5월에 대전 삼성 블루팡스 프로배구단의 단장으로 선임되어 감독직에서 물러났으며, 제일기획 스포츠구단 운영담당 임원(부사장)을 겸직한다. 이에 따라 임도헌 수석코치에게 감독직을 넘겼다. 감독직을 넘긴 후에는 더 이상 현장 지도자로 나서지 않고, 제일기획 스포츠구단 운영담당 임원을 맡았던 것을 시작으로 프런트 및 행정가로 나서기 시작했다.
2019년 2월에는 진천국가대표선수촌장으로 선임되어 행정가 커리어를 시작했고, (1년 연기되어 치러진) 2020년 하계 올림픽을 마친 후 2021년 9월에 유인탁에게 선수촌장직을 넘겼다.
2023년 9월 12일에는 한국체육산업개발의 대표이사로 취임했다.